# Peter Beckingham
Peter Beckingham (ur. 16 marca 1949 roku w Esseksie, w Anglii) – polityk Turks i Caicos. Gubernator od 9 października 2013 roku do 16 października 2016 roku.